# Siw Aabech
Siw Aabech (* 30. April 1997 in Glostrup, Dänemark) ist eine dänische Handballspielerin, die beim schwedischen Erstligisten Önnereds HK unter Vertrag steht.

## Karriere

### Hallenhandball
Aabech spielte bis zum Jahr 2016 in der Jugendabteilung von FIF. Anschließend schloss sich die Rückraumspielerin der Damenmannschaft von TMS Ringsted an, die in der zweithöchsten dänischen Spielklasse antrat. Im Folgejahr wechselte sie zum Ligakonkurrenten Gudme HK.
Aabech lief in der Saison 2018/19 für den Erstligisten Team Tvis Holstebro auf, für den sie zwei Treffer in acht Erstligaspielen erzielte. Zwischen 2019 und 2021 bestritt sie 47 Erstligapartien für Ajax København, für den sie sich 64-mal in die Torschützenliste eintragen konnte. Im Sommer 2021 wechselte Aabech zum schwedischen Erstligisten Kristianstad HK. Mit Kristianstad nahm sie in der Saison 2021/22 am EHF European Cup teil. Seit der Saison 2023/24 steht sie beim schwedischen Erstligisten Önnereds HK unter Vertrag.

### Beachhandball
Aabech schloss den EHF Beach Handball Champions Cup 2022 mit dem Team WON auf dem neunten Platz ab. Mit insgesamt 117 Punkten belegte sie den siebten Platz in der Scorerliste des Turniers. Aabech gehört dem Aufgebot der dänischen Beachhandball-Nationalmannschaft an, für die sie bislang drei Länderspiele bestritt. Mit der dänischen Auswahl nahm sie im Jahr 2023 an der Beachhandball-Europameisterschaft teil.